# Fear & Hunger
Fear & Hunger es un videojuego de rol creado por Miro Haverinen en 2018 que combina elementos de survival horror y simulación inmersiva. Se desarrolla en un entorno moderno temprano de fantasía oscura y sigue a uno de los cuatro personajes jugables mientras se adentra en las Mazmorras del Miedo y el Hambre, enfrentándose a trampas mortales, acertijos y monstruos a medida que avanzan hacia las profundidades para rescatar al líder mercenario Le'garde.
Una secuela, Fear & Hunger 2: Termina, se lanzó el 9 de diciembre de 2022 para Steam e Itch.io.

## Sistema de juego
Al comienzo del juego, el jugador elige una de las cuatro clases jugables: La Caballero (D'arce), El Mercenario (Cahara), El Sacerdote Oscuro (Enki) o El Forastero (Ragnvaldr). Después, el jugador selecciona su historia de fondo, cuyas respuestas otorgan elementos o habilidades especiales. Se le pedirá al jugador que elija una de las cuatro opciones de dificultad, la última de las cuales debe ser desbloqueada para poder usarla. 
El jugador, entonces, deberá atravesar los calabozos de Fear & Hunger, esquivando o luchando contra los numerosos monstruos y trampas que ocupan la mazmorra. A lo largo del juego, el jugador puede conocer numerosos NPC, algunos de los cuales pueden ser reclutados al grupo del jugador.
El juego presenta un "sistema de combate estratégico de desmembramiento por turnos", con pérdida permanente de extremidades que afecta la velocidad y capacidad de tanto enemigos como aliados para usar armas. El jugador también debe mantener los niveles de hambre y cordura del personaje, los cuales empeoran con el tiempo. Muchas acciones a lo largo del juego, incluida la acción de guardar el progreso del juego, se determinan mediante una mecánica de lanzamiento de moneda, en la que el jugador debe predecir correctamente el resultado de "cara" o "cruz".
El juego presenta múltiples finales basados en las elecciones realizadas por el jugador.

## Personajes
- De'arce: Una personaje jugable, siendo una miembro de los Caballeros del Sol de Medianoche del Reino de Rondon.
- Cahara: Un personaje jugable, siendo un mercenario de la capital de los Santuarios del Este: Jettaiah.
- Enki: Un personaje jugable, siendo un sacerdote oscuro mágicamente poderoso pero físicamente débil.
- Ragnvaldr: Un personaje jugable, un hábil guerrero del Reino de Oldegård.
- Le'garde: El capitán de los Caballeros del Sol de Medianoche y la razón principal de que los personajes se adentren en las Mazmorras del Miedo y el Hambre, aunque cada uno con razones diferentes. Si no se llega a donde está encarcelado dentro de un rango específico de tiempo, estará muerto en su celda por la larga tortura a la que lo expuso probablemente Trortur.
- La Niña: Una chica muy joven y frágil que viste harapos,hija de Le'garde y la nueva diosa silvan, inicialmente atrapada en una jaula dentro de las Mazmorras del Miedo y el Hambre.

## Desarrollo
Fear & Hunger se creó en el motor RPG Maker MV y se desarrolló a lo largo de dos años.
El juego fue diseñado casi exclusivamente por Miro Haverinen. En una entrevista, afirmó que la idea del juego nació en su etapa escolar, cuando proponía a sus compañeros hipótesis moralmente incómodas que se llevarían a cabo en un calabozo morboso. El primer demo de Fear & Hunger sirvió como parte práctica de la tesis académica de Haverinen. Haverinen ha declarado que la inspiración para el juego surgió del deseo de crear una sensación de oscuridad implacable y experimentar diferentes maneras de evocar desesperanza y terror. Silent Hill, Hellraiser, amnesia: The Dark Descent,Megami Tensei, NetHack, Berserk, los juegos Souls y Mortal Kombat fueron nombrados como inspiraciones por Haverinen. Algunos aspectos del juego, incluida la batalla contra un jefe monstruo tentáculo y las secciones de nado, se eliminaron durante el desarrollo.

## Lanzamiento
Fear & Hunger se lanzó en Steam e Itch.io el 11 de diciembre de 2018. 

## Recepción
Fear & Hunger ha obtenido elogios generalizados tanto de los críticos como de los jugadores. Los críticos elogiaron la atmósfera, el sistema de juego, la narración y la dificultad implacable.     Escribiendo para DualShockers, Marcus Jones escribió que "Fear and Hunger es la esencia absoluta de lo agotador, siendo la muerte una parte natural del juego. Sin embargo, aquellos que perseveran y aplican su conocimiento de partidas pasadas al actual reciben un rastreador de mazmorras único en su tipo que literalmente te hará regresar arrastrándote por más".
Dominic Tarason, que escribe para Rock Paper Shotgun, elogió el sistema de juego y la atmósfera, pero criticó los errores tipográficos semifrecuentes, la calidad variable del arte y algunos de los aspectos más sexuales del horror.
Lorenzo Sabatino de The Games Machine en general elogió el juego, pero criticó los elementos de dificultad del juego basados en el azar por ser injustos y frustrantes.
El crítico brasileño Cauê Batista describió Fear & Hunger como "cautivante" pero "problemático", elogiando la atmósfera del juego y la mecánica de inmersión, pero criticando algunos de los aspectos más "morbosos" del juego, en particular la "trivialización de la violencia sexual".